# Bristol Sycamore
Le Bristol type 171 Sycamore était un hélicoptère militaire britannique, construit durant la Guerre froide au Royaume-Uni par la Bristol Aeroplane Company.

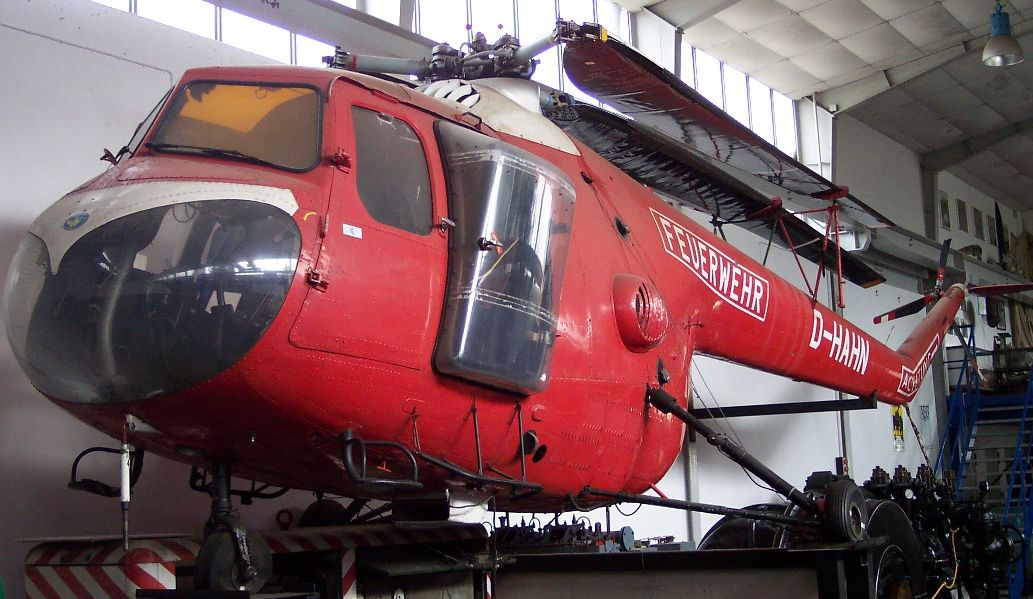